# 田中哲哉
田中 哲哉（たなか てつや）は、日本の男性声優。
身長 171cm。アミューズメントメディア総合学院大阪校卒業。
以前は、大阪テレビタレントビューロー（TTB）に所属していた。

## 出演
※太字はメインキャラクター

### ゲーム
- THE KING OF FIGHTERS 2003（2003年、アーデルハイド・バーンシュタイン[2]）
- THE KING OF FIGHTERS XI（2005年、アーデルハイド・バーンシュタイン[2]）
- ネオジオバトルコロシアム（2005年、ハンゾウ）
- THE KING OF FIGHTERS ALLSTAR（2020年、アーデルハイド・バーンシュタイン[3]）